# Eublemma albivena
Eublemma albivena là một loài bướm đêm trong họ Erebidae.